# 馬加斯

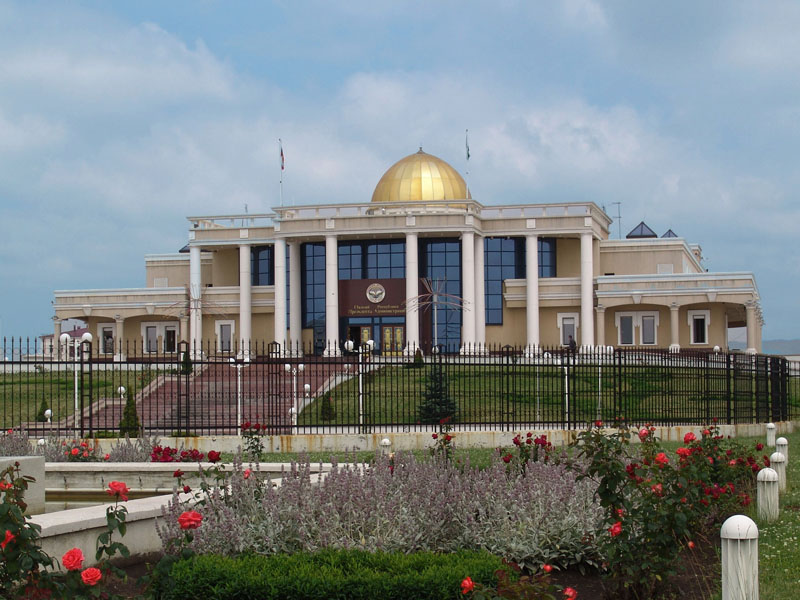
印古什共和國總統府

馬加斯（Мага́с，俄语拉丁字母拼写：Magas，英语：Magas）是俄羅斯印古什共和國首府。1995年建市，2002年首府自納茲蘭遷入。该市面积为12.63平方千米，海拔高度600米，2018年人口为8,771人。